# شرطة (إسلام)
الشُرطة في اللغة تعني الخير؛ لأن شرطة كل شيء خياره، وقيل أشراط الشئ أوائله، منه أشراط الساعة، وقيل: الأشراط: الأشراف(لسان العرب).

## أصل الاسم
سمّيت «الشرطة» بهذا الاسم نسبة إلى شريط من القماش كان يوضع في اليد فوق ثوب رجل الأمن في عهد الخليفة عبد الملك بن مروان لتمييزهم عن عامة الناس.
اصطلاحا: هم نخبة السلطان من جنده، وهم المكلفون بالمحافظة على الأمن الداخلي بمنع وقوع الجرائم، والقبض على الجناة، وعمل التحريات اللازمة، وتنفيذ العقوبة التي يحكم بها القضاة، وإقامة الحدود.
ويطلق على واحد الشرطة شرطي، وعلى جماعة الشرطة شرط وشرطية، وصاحب الشرطة هو رئيسهم وقائدهم، وربما سمى أيضا عامل الشرطة، ومتولى الشرطة، وولى الشرطة.
وقد يسند إليه أيضا القيام بأعمال أخرى، مثل: بعض أعمال الحسبة، والإشراف على الأحباس، والمساعدة في تحصيل الأموال، وإصدار الدنانير، وإطفاء الحرائق.
وقد عرف العالم الإسلامي إلى جانبه شرطة الأمن الداخلي أنواعا أخرى من الشرطة، مثل: الشرطة النهرية، وشرطة الخميس، وشرطة الجيش، والشرطة الخاصة.

## الإختصاصات
تبلورت اختصاصات صاحب الشرطة على مدى العصور الإسلامية، فظهرت وظيفة صاحب الشرطة في خلافة الإمام علي بن أبي طالب الذي نُظِّمت الشرطة في عهده، ووضحت مهمة الشرطة في العصر الأموي، في دمشق كان مركز لصاحب الشرطة والمساعدين واعوان الشرطة وكان التنسيق وتوزيع الأدوار ومهام الشرطة في العهد الأموي في غاية التنظيم ولهم زيهم وملابسهم الخاصة والأسلحة المخصصة للشرطة وكان هناك دار ومقر الشرطة وصاحب الشرطة في دمشق وفي المدن الإسلامية بالعصر الأموي واهتم الامويون بالشرطة والمهام للحراسة والنظر في قضايا العامة.

## العصر العباسي
استمر في العصر العباسي إذ صار لكل مدينة شرطة خاصة تخضع لرئيسها وهو صاحب شرطة هذه المدينة، وكان صاحب الشرطة يتخذ نائبا ومساعدين يسمون الأعوان، وكان الشرط يتخذون أعلاما خاصة، ويلبسون زيا خاصا بهم، ويحملون مطارد وترسة تحمل كتابات لباسم صاحب الشرطة، ويحملون في الليل الفوانيس، ويصحبون معهم كلاب الحراسة.
وكان تعيين صاحب الشرطة من اختصاص الوالي أو الأمير أو الخليفة كما في عهد الدولة الاموية ؛ ومن ثم كان عزل الوالي يتبعه في معظم الأحيان عزل صاحب الشرطة، وكان الوالي يختار لهذه الوظيفة من بين أبنائه أو أقاربه، وكان صاحب الشرطة يخلف الوالي في السلطة إذا غاب في الحج أو الحرب أو غير ذلك، كما كان ينوب عنه كثيرا في إمامة الصلاة، وأحيانا كان يولى الإمارة، وعرف صاحب الشرطة في الدول الإسلامية التي تفرعت من الخلافة العباسية.

## عصر الولاة
منذ عصر الولاة في مصر كانت وظيفة صاحب الشرطة من أكبر الوظائف وأهمها، وكانت تسمى في عصر الولاة بخلافة الفسطاط، لأنه كان ينوب عن الوالي، غير أن هذه الصيغة اختفت منذ عصر الطولونيين.
وفي عصر الولاة كان صاحب الشرطة يقيم في الفسطاط مع الوالي، وعندما آسست العسكر وجدت شرطتان: شرطة الفسطاط ؛ وكانت تسمى الشرطة السفلى، وشرطة العسكر وكانت تسمى الشرطة العليا، وكانت الشرطة العليا تقيم في دار تقع قريبا من جامع ابن طولون، وكانت دار الشرطة تعرف باسم الشرطة، وظل نظام الشرطتين -العليا والسفلى- معروفا في العصر الفاطمي، غير أن صاحب الشرطة العليا كان يقيم في القاهرة، وكان يسمى أيضا باسم حاكم القاهرة، واختفت صيغة صاحب الشرطة في عصر المماليك، وصار من يتولى مهامها يسمى الوالي أو وإلى القاهرة أو وإلى المدينة أو صاحب العسس.
وعرفت الشرطة وصاحبها في العالم الإسلامي، وعظم أمر صاحب الشرطة بخاصة في الأندلس في دولة بنس أمية، وانقسمت الشرطة إلى شرطتين: شرطة كبرى، وشرطة صغرى، وكانت مهمة الشرط الكبرى: النظر في أمر الخاصة، وربما سمى صاحب الشرطة الكبرى باسم صاحب الشرطة العليا، أما صاحب الشرطة الصغرى فكان مخصصا للنظر في أمر العامة، وفي أواخر العصر الإسلامي في الأندلس صار صاحب الشرطة يسمى صاحب المدينة، وعند العامة يعرف بصاحب الليل، كما عرف أيضا باسم الحاكم.
وعرفت وظيفة صاحب الشرطة في عصر الموحدين في تونس، وكان ضمن من يجلسون بين يدي السلطان.